# Spelförening
En spelförening är en förening som utövar någon form av spel som hobby. Detta kan vara allt ifrån datorspel till brädspel och lajv.

## Spelföreningar i Sverige
Det finns ett stort antal spelföreningar i Sverige. Ungdomsförbundet Sverok har 2 200 föreningar som sysslar med alla sorters spel så som till exempel brädspel, rollspel, lan eller lajv.